# Скай Тилеораси
Скай Тилеораси (на гръцки: ΣΚΑΪ Τηλεόραση) е гръцки частен развлекателно-информационен телевизионен канал. Той е част от Скай Груп, една от най-големите медийни групи в Гърция.

## История
Първото ефирно предаване на канала става през 1993 г. През 1999 г. Скай Тилеораси е продаден на медия-холдинга Алфа ТВ. През 2000 г. каналът прекратява излъчването, но през 2006 е възстановен.
На 2 март 2016 г. Скай Тилеораси започва излъчване HD.
Сред най-популярните адаптирани проекти на този телевизионен канал (преди всичко американски сериали) са: „24“, „4400“, „90210“, ток-шоуто Топ модел по-американски, предавания, посветени на автомобили – Топ Гиър, Пич, оправи ми колата!, сериалите „Секс и Калифорния“, „CSI: От мястото на престъплението“, Декстър, Доктор Ху, Комисар Рекс, Рим и други.

## Проектът „Великите гърци“
На 23 февруари 2009 г. по гръцкия общонационален телевизионен канал Скай Тилеораси стартира допитването „Великите гърци“, в което вземат участие над 700 хил. души от 11-милионното население на страната.
Списъкът на десетте най-велики гърци, по мнението на самите гърци, има следния вид:
1. Александър Македонски (127 хил. гласа)
2. Георгиос Папаниколау (104 хил. гласа)
3. Теодорос Колокотронис (84 хил. гласа)
4. Константинос Георгиу Караманлис (64 хил. гласа)
5. Сократ (63 хил. гласа)
6. Аристотел (59 хил. гласа)
7. Елефтериос Венизелос (56 хил. гласа)
8. Йоан Каподистрия (51 хил. гласа)
9. Платон (46 хил. гласа)
10. Перикъл (36 хил. гласа)